# Papiro 74
O Papiro 74  ({\displaystyle {\mathfrak {P}}}74) é um antigo papiro do Novo Testamento que contém os Actos dos Apóstolos e as Epístolas católicas. É um dos Papiros de Bodmer.